# Natã

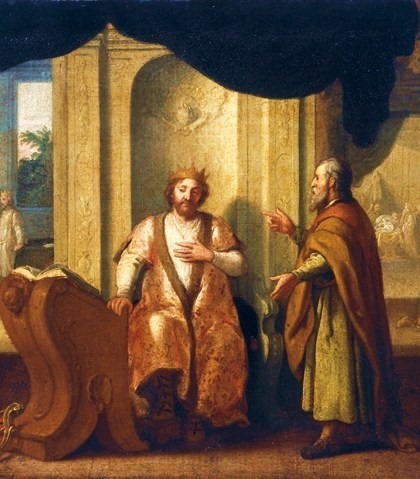
Natã, à direita, avisando o Rei Davi, 1672. Por Matthias Scheits.

Natã ou Natan (em hebraico: נָתָן, romaniz.: Nāṯān; lit. "Dado", "Presente" ), filho de Atai, foi um profeta que viveu durante o período do reinado de Davi e de Salomão, em Israel.

## Biografia
Davi narra a Natã o desejo de edificar o templo de Deus, ao que o profeta, inicialmente, aprova a medida. Na mesma noite Deus aparece a Natã em sonho, e o profeta volta ao rei e comunica-lhe que tal tarefa não caberá a Davi, mas a um filho seu.
Posteriormente, Natã repreende Davi pelo seu pecado, devido ao adultério com Bete-seba e à morte de Urias, seu marido.
Ao nascer Salomão, Davi o entrega a Natã, para ser educado pelo profeta, que lhe dá o nome de Jedidias (em hebraico: Amado de YHWH).
Ao final da vida de Davi, Natã, juntamente com Bate-seba, intercede em favor de Salomão acerca da ascensão de Salomão ao trono, pretendido por Adonias, um dos filhos de Davi.
A Bíblia informa que foi o autor de crônicas sobre a vida de Davi e do livro da história de Natã, onde teria registrado a vida de Salomão. Teve participação, ainda, na organização da adoração a Deus, junto com o rei Davi e Gade, o vidente.
Seus filhos, Zabade e Azarias, foram personagens destacadas durante o reinado de Salomão.
Um dos filhos que Davi teve com Bete-seba se chamou Natã, em uma provável homenagem ao profeta que o havia admoestado por seu pecado e foi importante para fazê-lo se arrepender. Natã, filho de Davi, é listado por Lucas na genealogia de José, pai adotivo de Jesus.